# Lijst van amfibieën in Belize
Onderstaande lijst van amfibieën in Belize bestaat uit een totaal van 41 in Belize voorkomende soorten die zijn onderverdeeld in drie ordes: de  wormsalamanders (Gymnophiona), salamanders  (Caudata) en kikkers (Anura). Deze lijst is ontleend aan de databank van Amphibian Species of the World, aangevuld met enkele soorten die recent zijn ontdekt door de wetenschap of wiens aanwezigheid in Belize recent is vastgesteld.

## Wormsalamanders (Gymnophiona)

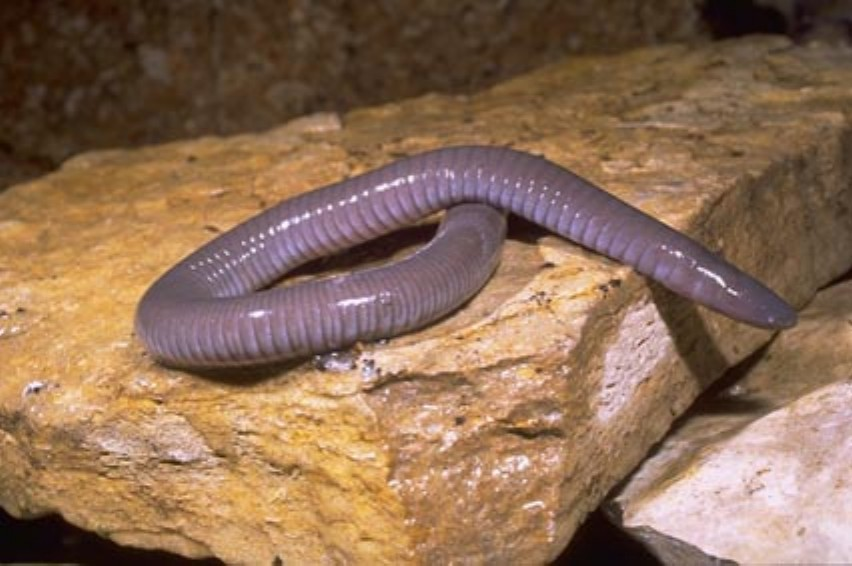
Dermophis mexicanus

### Dermophiidae
Orde: Gymnophiona. 
Familie: Dermophiidae
- Dermophis mexicanus (Duméril and Bibron, 1841)
- Gymnopis syntrema (Cope, 1866)

## Salamanders  (Caudata)

### Plethodontidae
Orde: Caudata. 
Familie: Plethodontidae

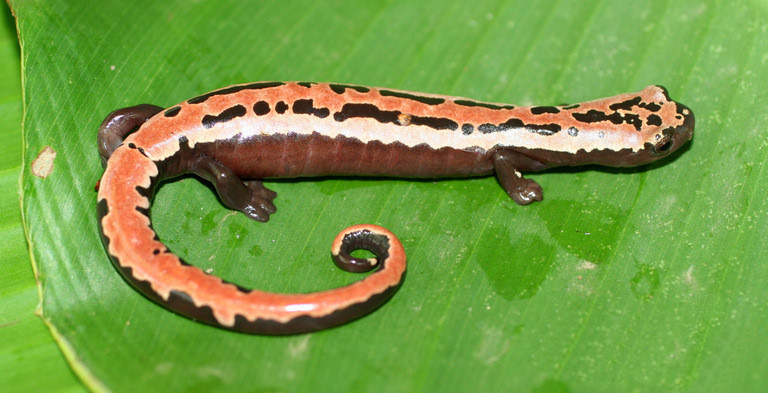
Bolitoglossa mexicana

- Bolitoglossa dofleini (Werner, 1903)
- Bolitoglossa mexicana Duméril, Bibron, and Duméril, 1854
- Bolitoglossa rufescens (Cope, 1869)
- Bolitoglossa yucatana (Peters, 1882)
- Oedipina elongata (Schmidt, 1936)

## Kikkers (Anura)

### Rhinophrynidae
Orde: Anura. 
Familie: Rhinophrynidae

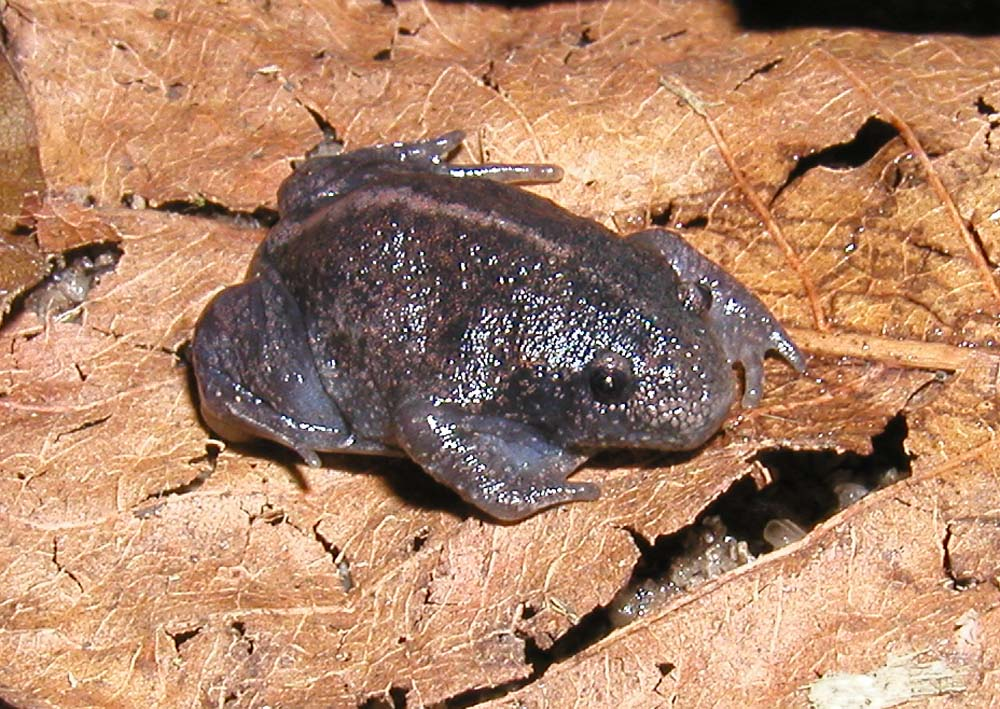
Rhinophrynus dorsalis

- Rhinophrynus dorsalis Duméril & Bibron, 1841

### Craugastoridae
Orde: Anura. 
Familie: Craugastoridae
- Craugastor chac (Savage, 1987)

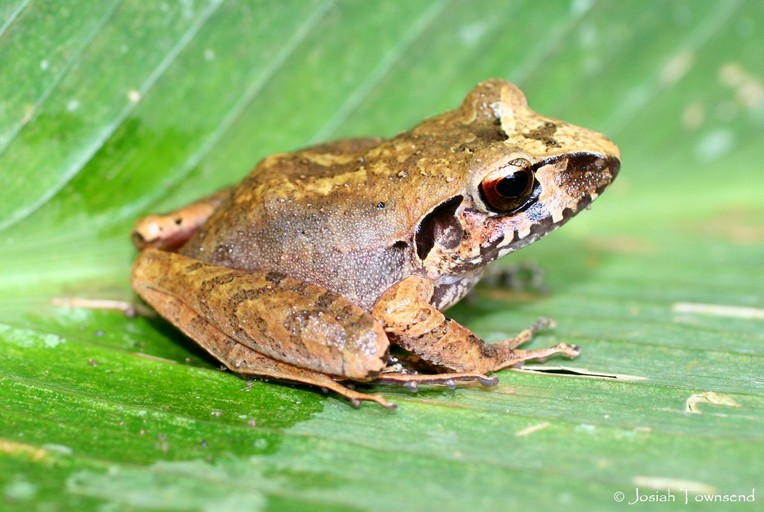
Craugastor laticeps

- Craugastor laticeps (Duméril, 1853)
- Craugastor loki (Shannon and Werler, 1955)
- Craugastor psephosypharus (Campbell, Savage, and Meyer, 1994)
- Craugastor sabrinus (Campbell and Savage, 2000)
- Craugastor sandersoni (Schmidt, 1941)

### Leptodactylidae
Orde: Anura. 
Familie: Leptodactylidae

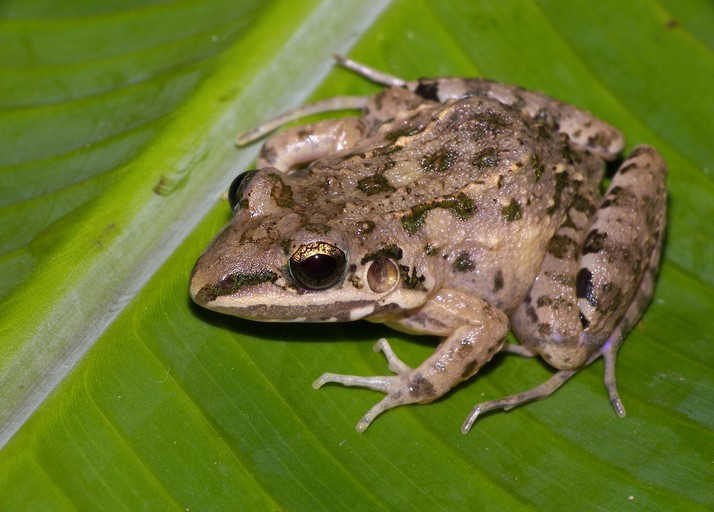
Leptodactylus fragilis

- Engystomops pustulosus (Cope, 1864)
- Leptodactylus fragilis (Brocchi, 1877)
- Leptodactylus melanonotus (Hallowell, 1861)

### Eleutherodactylidae
Orde: Anura. 
Familie: Eleutherodactylidae
- Eleutherodactylus leprus (Cope, 1879)

### Bufonidae
Orde: Anura. 
Familie: Bufonidae

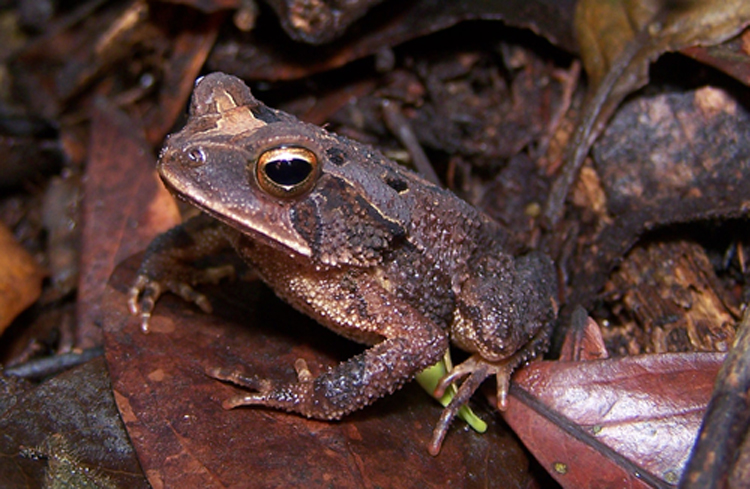
Incilius canaliferus

- Incilius campbelli (Mendelson, 1994)
- Incilius valliceps (Wiegmann, 1833)
- Rhinella marina (Linnaeus, 1758)

### Hylidae
Orde: Anura. 
Familie: Hylidae

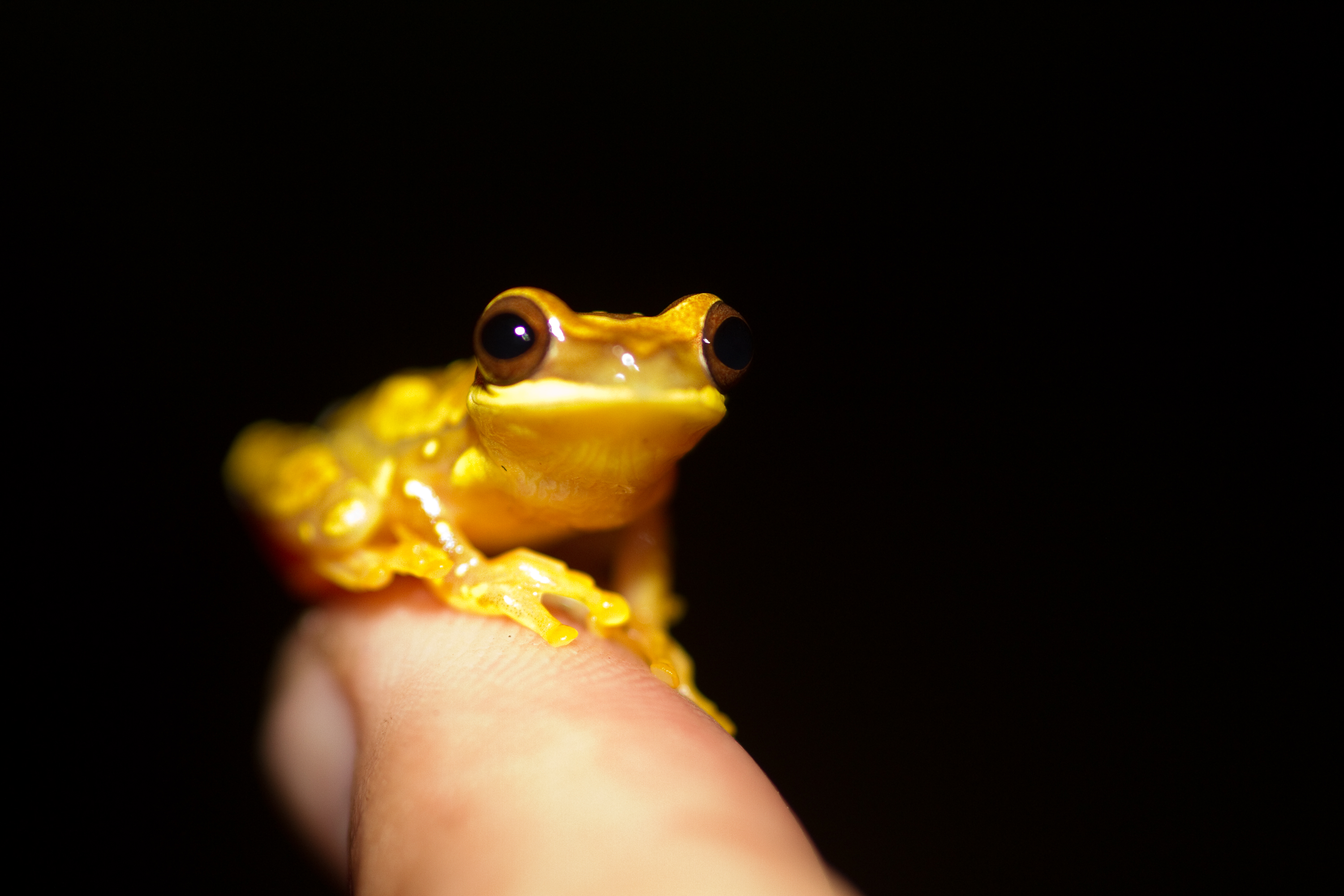
Dendropsophus ebraccatus

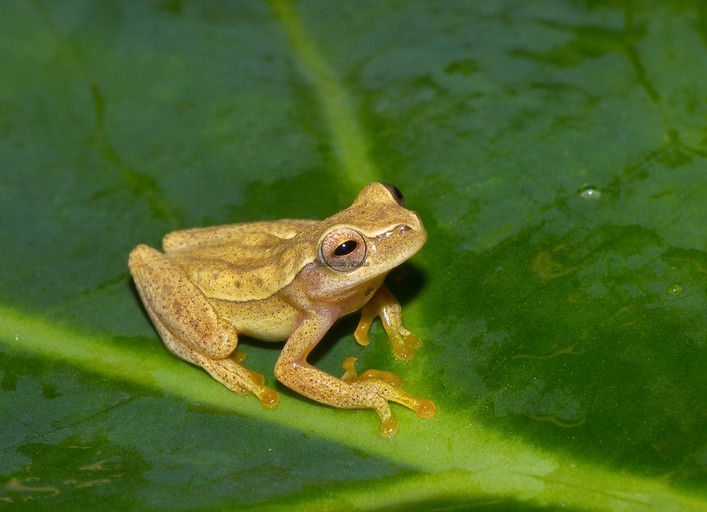
Dendropsophus microcephalus

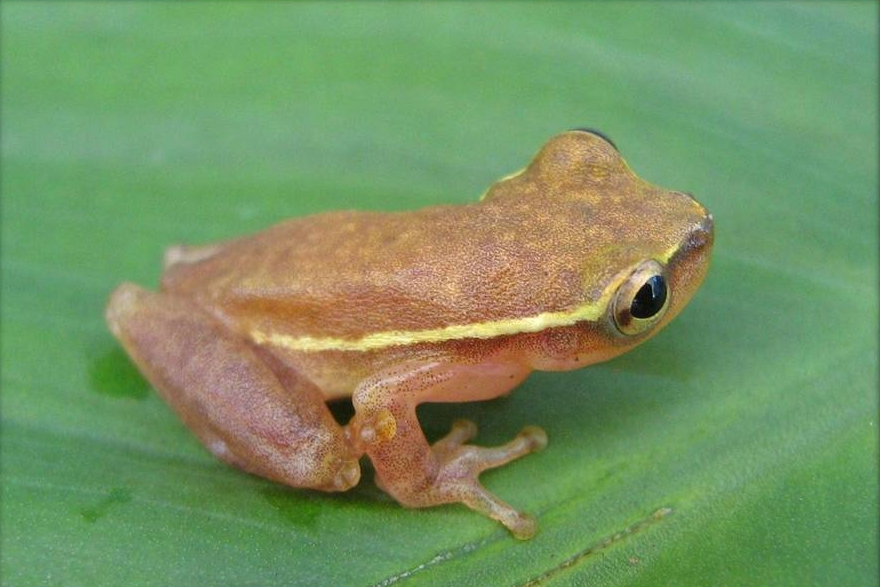
Tlalocohyla picta

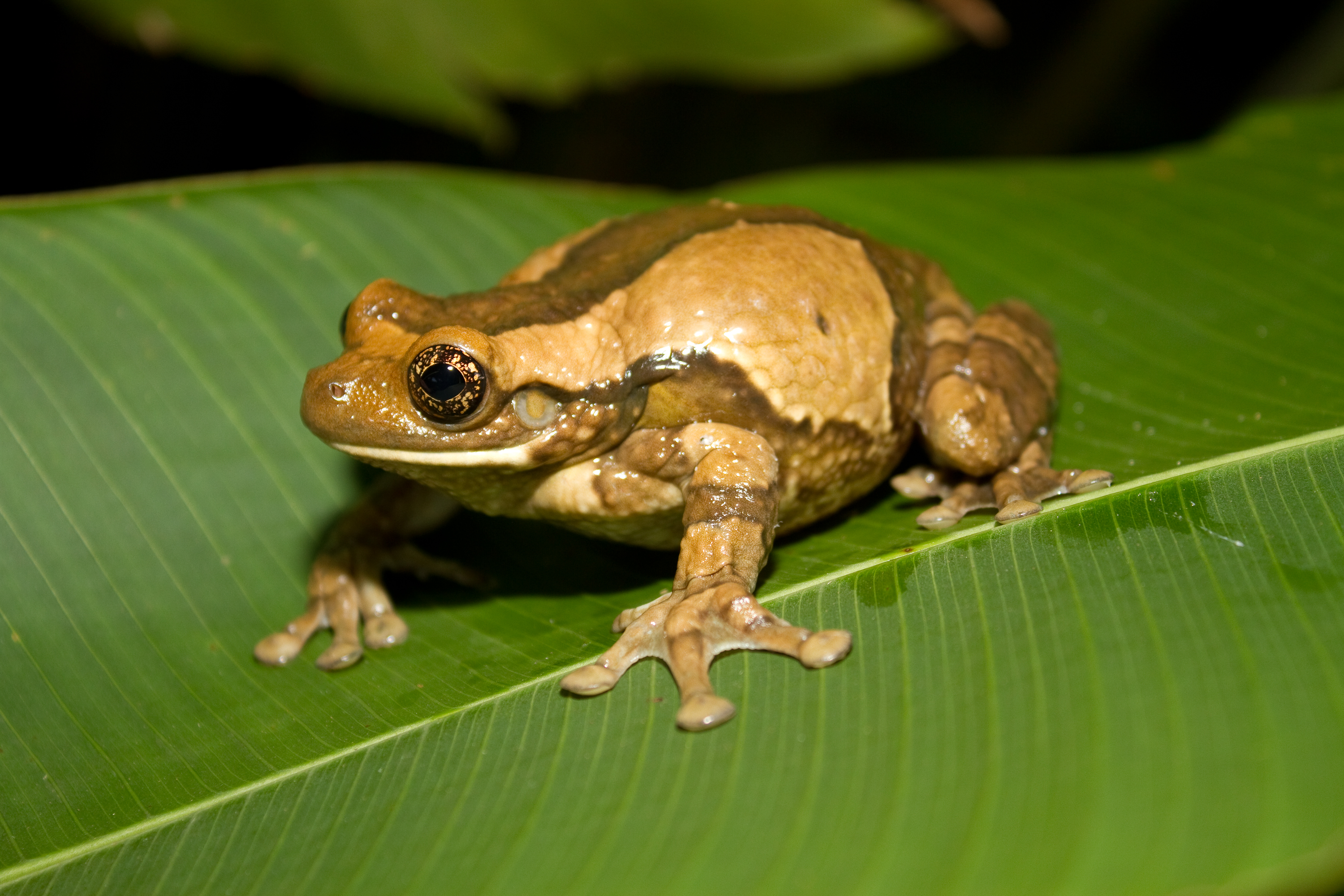
Trachycephalus typhonius

- Bromeliohyla bromeliacia (Schmidt, 1933)
- Dendropsophus ebraccatus (Cope, 1874)
- Dendropsophus microcephalus (Cope, 1886)
- Ecnomiohyla minera (Wilson, McCranie, and Williams, 1985)
- Scinax staufferi (Cope, 1865)
- Smilisca baudinii (Duméril and Bibron, 1841)
- Smilisca cyanosticta (Smith, 1953)
- Tlalocohyla loquax (Gaige and Stuart, 1934)
- Tlalocohyla picta (Günther, 1901)
- Trachycephalus typhonius (Linnaeus, 1758)
- Triprion petasatus (Cope, 1865)
- Agalychnis callidryas (Cope, 1862)
- Agalychnis moreletii (Duméril, 1853)

### Centrolenidae
Orde: Anura. 
Familie: Centrolenidae

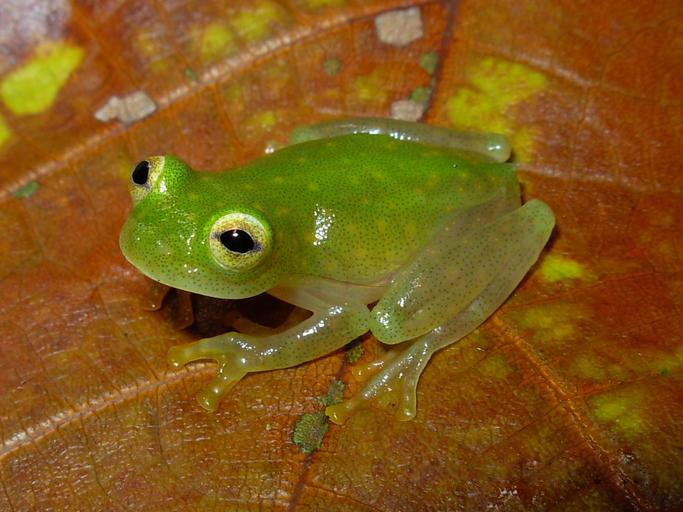
Hyalinobatrachium fleischmanni

- Hyalinobatrachium fleischmanni (Boettger, 1893)

### Microhylidae
Orde: Anura. 
Familie: Microhylidae

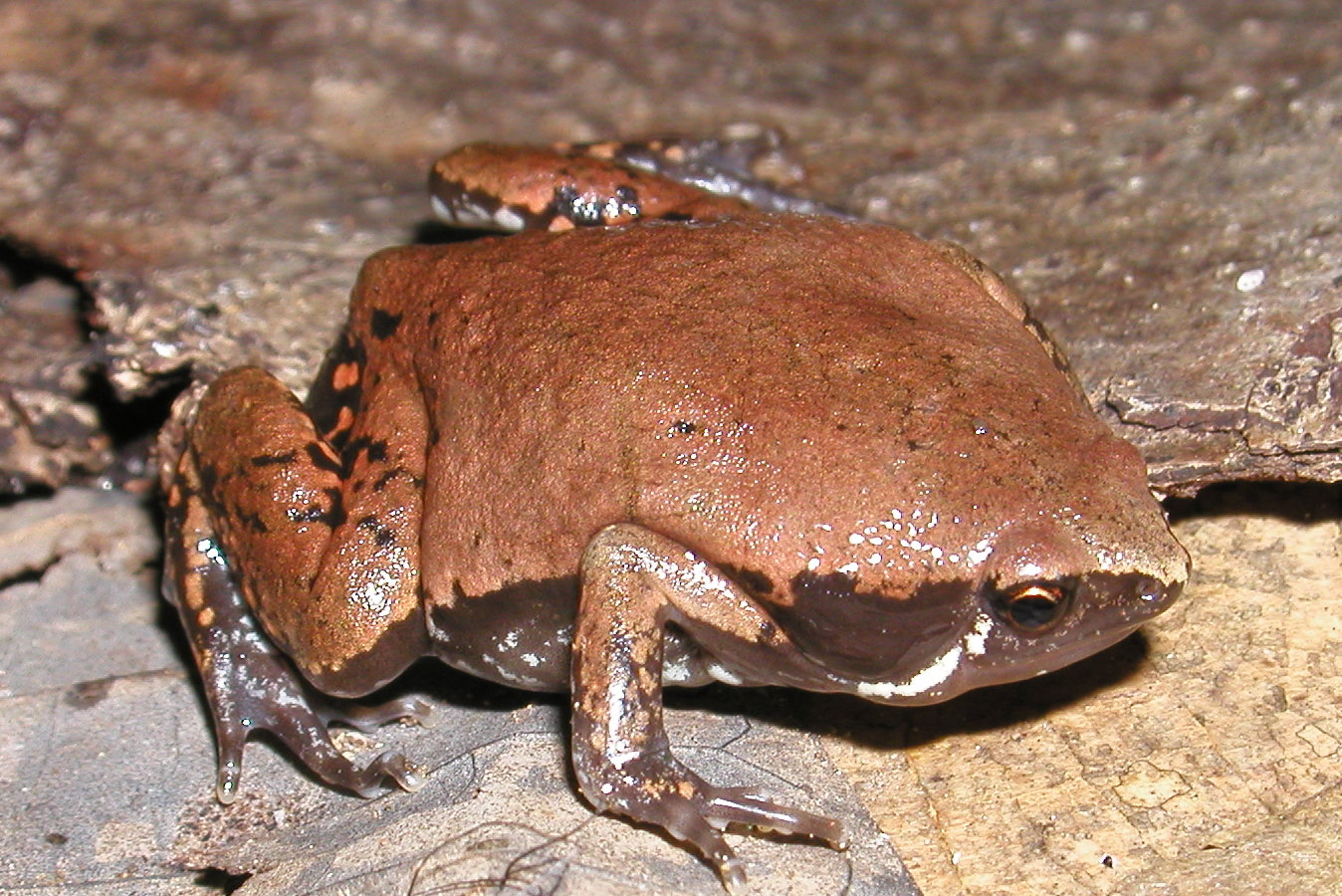
Hypopachus variolosus

- Gastrophryne elegans (Boulenger, 1882)
- Hypopachus variolosus (Cope, 1866)

### Ranidae
Orde: Anura. 
Familie: Ranidae
- Lithobates brownorum (Sanders, 1973)
- Lithobates vaillanti (Brocchi, 1877)
- Lithobates juliani (Hillis and de Sá, 1988)